# 110 Dywizja Strzelecka (ZSRR)
110 Dywizja Strzelecka (ros. 110-я стрелковая дивизия) – związek taktyczny piechoty Armii Czerwionej.
Sformowana 20.09.1939 w Swierdłowsku.
Powtórnie sformowana 2.07.1941 roku w Moskwie jako 4 Moskiewska Dywizja Strzelecka Obrony Narodowej. 26.09.1941 przeformowana w 110 DS.
Po raz trzeci sformowana 10.05.1943 na bazie 105 Brygady Strzeleckiej i 116 Morskiej Brygady Strzeleckiej w składzie Frontu Briańskiego.

## Struktura organizacyjna
Pierwsze formowanie
- 394 Pułk Strzelecki
- 411 Pułk Strzelecki
- 425 Pułk Strzelecki
- 355 Pułk Artylerii Lekkiej
- 601 Pułk Artylerii Haubic

Drugie przeformowanie i trzecie formowanie
- 1287 Pułk Strzelecki
- 1289 Pułk Strzelecki
- 1291 Pułk Strzelecki
- 971 Pułk Artylerii Lekkiej